# Варлей Наталія Володимирівна
Наталія Володимирівна Варлей (рос. Ната́лья Влади́мировна Варле́й; нар. 22 червня 1947, Констанца, Румунське королівство) — радянська та російська акторка театру і кіно, заслужена артистка РРФСР (1989). Через незаконне відвідування окупованого Донецька, занесена до переліку осіб, що створюють загрозу нацбезпеці України. Персона нон-грата в Україні.

## Життєпис
Народилася 22 червня 1947 року у румунській Констанці. Дитинство провела у Мурманську. Її сім'я мешкала на вулиці Карла Маркса.
Прізвище Варлей — валлійське. За словами батька Наталії Варлей, їхні предки, два брати були власниками кінного заводу, що переїхали з Англії до Росії і одружилися на росіянках.
«Тато розповідав, що двоє братів були жокеями, але потім спливла інша історія: виявилося, вони були власниками кінного заводу. Обидва одружилися з росіянками, але це було вже досить давно, і в моїй крові цілий коктейль із різних національностей».
Батько — Володимир Вікторович Варлей (4 червня 1919 — 6 червня 1999), учасник Німецько-радянської війни, організатор Морського флоту, офіцер ВМФ СРСР, в 1937—1941 роках навчався у Чорноморському вищому військово-морському училищі у Севастополі, у 1941—1949 роках служив командиром військових кораблів на ЧФ та ТОФ. Закінчив Академію ВМФ у Ленінграді (1952), у 1949—1950 роках працював у Головпівморшляху. У 1952—1954 роках начальник штабу морських операцій західного району Арктики Головпівморшляху, 1954—1955 роках заступник начальника Мурманського арктичного пароплавства, протягом двох років у 1955—1957 роках працював головою Мурманського міськвиконкому.
Мати — Аріадна Сергіївна Варлей (Сенявіна; 6 листопада 1924—2013), родом з В'ятки, онука спадкового гірничого інженера Є. М. Барбота де Марні, нащадка вихідців з Франції.
Молодша сестра — Ірина Володимирівна Варлей (нар. 13 вересня 1953), закінчила інженерно-будівельний факультет МІСД та художнє училище, працює в Держархіві.
У 4 роки почала писати вірші, потім навчалася в музичній школі, малювала. Навчалася у школі № 8 до 8 класа. Багато читала. У той же час вона була дуже хворобливою дитиною: у неї виявили ревмокардит та заборонили займатися у школі фізкультурою. Наприкінці 1950-х років її сім'я оселилася в Москві, батько того часу продовжував роботу на мурманському «Сєврибхолодфлот» старшим помічником капітана.
Якось у цирковій касі вона побачила оголошення про набір дітей 11—13 років до дитячої циркової студії і вступила туди, надалі закінчила з червоним дипломом акробатичне відділення Державного училища циркового та естрадного мистецтва (1965) за спеціальністю «Артистка-еквілібристка Союздержцирку». Працювала у різних містах у різних трупах еквілібристкою, зокрема у трупі Московського цирку на Цвітному бульварі. Деякий час виступала в одному номері зі знаменитим клоуном Л. Г. Єнгібаровим. Саме завдяки Єнгібарову потрапила до кіно. Одним із його приятелів був режисер Одеської кіностудії Г. Е. Юнгвальд-Хількевич. Якось 1966 року він прийшов на чергову виставу в цирк на Цвітному бульварі, побачив там майбутню актрису і запропонував їй знятися у своєму новому фільмі «Формула веселки». Вона погодилася, і їй дісталася невелика роль медсестри.
Всесоюзну популярність актриса здобула вже після наступного свого фільму «Кавказька полонянка, або Нові пригоди Шурика» (1966), в якому грала головну роль комсомолки Ніни. Дружина режисера
Леоніда Гайдая, Ніна Гребешкова, розповідала, що на роль Ніни він пробував велику кількість актрис, але зупинився на Наталії Варлей через її надзвичайну чарівність і юнацьку безпосередність.
До 1967 року працювала еквілібристкою Московського державного цирку. Після вступу до Театрального училища імені Б. В. Щукіна на кілька років перестала зніматися. Першою після перерви картиною стало «Золото» (1969) — екранізація однойменного роману Бориса Полевого, в якій вона знялася в ролі друкарки держбанку Мусі Волкової. У 1971 році закінчила Щукінське училище.
У 1971—1978 роках була актрисою МДТ імені К. С. Станіславського.
У 1984 році поступила до Літературного інституту імені О. М. Горького.
1992 року записала грамплатівку «На вищій точці єднання», де виконувала пісні на власні вірші та музику Миколи Шершня. У 1994 році озвучувала героїню Вероніки Кастро та кілька інших героїнь у популярному мексиканському телесеріалі «Дика троянда».
1996 року під час президентських виборів підтримувала Геннадія Зюганова. 1999 року разом з іншими артистами взяла участь у проекті
В. І. Мережка та композитора Євгена Бедненка «Співають зірки театру та кіно», де виступила як виконавиця власних пісень. Підсумком проекту стали концерти та музичний диск, випущений у США і продубльований «Радіо МПС».
У 2003 році взяла участь у постановці приватного театру «Імперія Зірок», у виставі «Оскар». Керівник майстерні театрального факультету МІТРО.
У 2009 році брала участь у проекті Першого каналу «Дві зірки» у парі з М. В. Гнатюком.
2018 року вийшла її книга «Канатоходка. Автобіографія», де в одній із глав Наталія Варлей звинуватила кінорежисера Леоніда Гайдая у сексуальних домаганнях.

### Особисте життя
- Перший чоловік (1967—1968) — Микола Бурляєв (нар. 3 серпня 1946), актор. Розлучилися після того, як Бурляєв почав працювати в Московському театрі ім. Ленінського комсомолу[8].
- Другий чоловік (1971—1978) — Володимир Тихонов (1950—1990), однокурсник з театрального училища, син Нонни Мордюкової і В'ячеслава Тихонова (1928-2009). Шлюб розпався через те, що чоловік вживав наркотики[8].
  - Старший син — Василь Варлей (нар. 21 травня 1972), навчався в Інституті сучасних мистецтв, знявся з матір'ю у фільмі «Перехідний вік».
    - Онук — Євген Васильович Варлей (нар. 5 травня 1995), відслужив в армії, живе у Вероні, де закінчив університет, у 2017 році працював керуючим готелем.[10][11]

  - Молодший син — Олександр Володимирович Варлей (нар. 13 вересня 1985), кінорежисер, сценарист, зняв фільми «Приймати внутрішньо» (2011), «Сон прийдешній» (2014)[12][13], працював асистентом у Микити Михалкова і у Миколи Лебедєва[10], виступає у складі групи «The BeatLove», яка робить кавер-версії хітів групи «The Beatles»[14][11] (ім'я батька Варлей не називає, син бачив його лише один раз[8]).
- Третій чоловік — Володимир, власник будівельної фірми.[15]

## Визнання та нагороди
- Заслужена артистка РСФСР (1989).
- Лауреат Державної премії РРФСР (за фільм «Не хочу бути дорослим»).

## Фільмографія
1. 1962 — Новорічне свято батька та маленької доньки (к/м) — Тавінія Дреп
2. 1964 — День народження Жені (фільм-спектакль) — головна роль
3. 1966 — Формула веселки — медсестра
4. 1966 — Кавказька полонянка, або Нові пригоди Шурика — Ніна
5. 1967 — Вій — Панночка
6. 1969 — Золото — Муся Волкова
7. 1970 — Біг — дівчинка з козою
8. 1970 — Бушує «Маргарита» — Маргарита Озерова
9. 1971 — 12 стільців — Ліза Калачова
10. 1971 — Сім наречених єфрейтора Збруєва — Галина Листопад
11. 1972 — Чорні сухарі — Таня
12. 1972 — Машенька (фільм-спектакль) — Машенька
13. 1973 — Мегре і людина на лаві — Монік Туре
14. 1974 — Дмитрій Кантемір — Родіка
15. 1974 — Три дні в Москві — Оля
16. 1975 — Весна двадцять дев'ятого — Елла Михайлівна
17. 1975 — Великий атракціон — Даша Калашникова
18. 1976 — Соло для слона з оркестром — Таня
19. 1976 — Топаз (фільм-спектакль) — Сюзі Куртуа
20. 1977 — Ці неймовірні музиканти, або Нові сновидіння Шурика (фільм-спектакль) — камео
21. 1978 — Помилки юності — Зіна
22. 1979 — Сьогодні або ніколи — Таня
23. 1979 — Вибір (к/м) — головна роль
24. 1979 — Злива — Назі
25. 1979 — Повість про одне кохання (фільм-спектакль) — Катя Кротова
26. 1979 — Так і буде — Ольга Федорівна
27. 1980 — Клоун — Тая
28. 1980 — Мій тато — ідеаліст — Альона
29. 1981 — Старі листи — Ліза
30. 1981 — Перехідний вік — Ізольда
31. 1981 — Єдиний чоловік — Віка Мікуліна
32. 1981 — Не чекали, не гадали! — дружина професора
33. 1982 — Не хочу бути дорослим — Катя
34. 1983 — Віра (фільм-спектакль) — Аля
35. 1983 — Сполох — Таня Коробейникова, Ірина Радчук
36. 1983 — Талісман — мама Дюка
37. 1984 — Нам не дано передбачити… — дружина Нестерова
38. 1984 — Гостя з майбутнього — Марта Ерастівна
39. 1984 — Вогняні дороги — Марія Кузнецова
40. 1986 — Стороннім вхід дозволений — Корольова
41. 1986 — Небезпечний приз (к/м) — Любов Іванівна
42. 1987 — Захисту не потребую — головна роль
43. 1992 — Чужа гра — мати Марата
44. 1993 — Маленькі чоловічки Більшовицького провулка, або Хочу пива — Віра
45. 1994 — Чарівник Смарагдового міста — Бастінда, Гінгема
46. 1997 — Старі пісні про головне 2 — Ніна
47. 2005 — 12 місяців — вихователька
48. 2005 — 1-й швидкий — Ніна
49. 2005 — Оскар (фільм-спектакль) — Шарлотта
50. 2006 — Вовкодав з роду Сірих Псів — Мати Кендарат